# Topoloveț (Rujinți), Vidin
Topoloveț (în bulgară Тополовец) este un sat în comuna Rujinți, regiunea Vidin,  Bulgaria. 

## Demografie
Componența etnică a satului Topoloveț
     Bulgari (98,61%)
     Nicio identificare (1,38%)
     Altele (0%)
La recensământul din 2011, populația satului Topoloveț era de 217 locuitori. Din punct de vedere etnic, majoritatea locuitorilor (98,61%) erau bulgari. Pentru 1,38% din locuitori nu este cunoscută apartenența etnică.